# ایشا دات
عایشه شروف (متولد ۵ ژوئن ۱۹۶۰) مدل و بازیگر هندی و تهیه کننده فیلم است. او همسر بازیگر محبوب بالیوود، جکی شروف و مادر بازیگر بالیوودی، تایگر شروف است.